# Äspenäs göl
Äspenäs göl är en sjö i Växjö kommun i Småland och ingår i Lagans huvudavrinningsområde.